# Ambito fluviale del Livenza e corso inferiore del Monticano
Ambito fluviale del Livenza e corso inferiore del Monticano este o arie protejată (arie specială de conservare — SAC, sit de importanță comunitară — SCI) din Italia întinsă pe o suprafață de 1.955 ha, integral pe uscat.

## Localizare
Centrul sitului Ambito fluviale del Livenza e corso inferiore del Monticano este situat la coordonatele 45°47′23″N 12°26′48″E / 45.7896°N 12.4468°E.

## Înființare
Situl Ambito fluviale del Livenza e corso inferiore del Monticano a fost declarat sit de importanță comunitară în iulie 2006 pentru a proteja 17 specii de animale. Situl a fost protejat și ca arie specială de conservare în iulie 2018.

## Biodiversitate
Situată în ecoregiunea continentală, aria protejată conține 3 habitate naturale: Liziere de ierburi înalte hidrofile de câmpie și de nivel montan până la alpin, Cursuri de apă de la nivel de câmpie la nivel montan, cu vegetație Ranunculion fluitantis și Callitricho-Batrachion, Păduri aluvionare cu Alnus glutinosa și Fraxinus excelsior (Alno-Padion, Alnion incanae, Salicion albae).
La baza desemnării sitului se află mai multe specii protejate:
- păsări (11): pescăruș albastru (Alcedo atthis), rață mare (Anas platyrhynchos), chirighiță neagră (Chlidonias niger), erete de stuf (Circus aeruginosus), cristeiul de câmp (Crex crex), stârc pitic (Ixobrychus minutus), sfrâncioc roșiatic (Lanius collurio), stârc de noapte (Nycticorax nycticorax), ciocănitoarea verde (Picus viridis), cresteț pestriț (Porzana porzana), fluierar de mlaștină (Tringa glareola)
- amfibieni (2): izvoraș-cu-burta-galbenă (Bombina variegata), Rana latastei
- pești (4): Alosa fallax, Lethenteron zanandreai, Sabanejewia larvata, Salmo marmoratus

Pe lângă speciile protejate, pe teritoriul sitului au mai fost identificate 2 specii de plante, 3 specii de mamifere, 1 specie de pești.